# قانون الملكية
قانون الممتلكات أو قانون الملكية (بالإنجليزية: Property law)‏ هو مجال قانوني يحكم مختلف أشكال الملكية والإيجار في الممتلكات العقارية والممتلكات الشخصية، في إطار النظام القانوني القانون العام.
وفي نظام القانون المدني، هناك انقسام بين الممتلكات المنقولة وغير المنقولة. الممتلكات المنقولة تقابل تقريباً الممتلكات الشخصية، في حين أن الممتلكات غير المنقولة تتوافق مع العقارات. والحقوق المرتبطة بها، والالتزامات المترتبة عليها.
إن مفهوم أو فكرة أو فلسفة الملكية هي أساس قانون الملكية. في بعض الولايات القضائية، كان الملك مملوكًا تاريخيًا لجميع الممتلكات ، وقد انتقلت من خلال حيازة الأراضي الإقطاعية أو أنظمة إقطاعية أخرى للولاء.
على الرغم من أن القانون النابليوني كان من بين الأفعال الحكومية الأولى في العصر الحديث لإدخال مفهوم الملكية المطلقة في القانون، إلا أن حماية حقوق الملكية الشخصية كانت موجودة في الشريعة الإسلامية والفقه في العصور الوسطى، وفي أشكال أكثر إقطاعية في محاكم القانون العام من إنجلترا في العصور الوسطى وأوائل العصر الحديث.